# 小路幸也
小路幸也（日语：／ Shouji Yukiya、1961年4月17日—）、日本小説家。北海道旭川市出身。2002年、小路幸也以《望著天空哼著古老的歌》（日语：空を見上げる古い歌を口ずさむ pulp-town fiction）獲得第29回梅菲斯特賞。現在、小路幸也定居於北海道江別市。

## 生平
小路幸也出生於日本北海道。學生時代曾與朋友組成樂團，夢想成為音樂人。之後小路幸也進入廣告製作公司工作，擔任文案、編輯、企畫、電玩腳本設定等職務，14年後離職，開始全心投入寫作。2002年，小路幸也以《望著天空哼著古老的歌》榮獲第29屆梅菲斯特獎，正式踏入文壇。
小路幸也作品類型廣泛，推理、奇幻、青春愛情皆有涉獵。

## 作品
- 《東京下町古書店》系列
- 《弓島咖啡事件簿》系列
  - Coffee blues
  - Bittersweet Waltz
- 《花開小路》系列
- 《眾神的十月》系列
- 《東京公園》
- 《青春列車》

## 外部參考
- sakka-run;booklover'slongdiary （页面存档备份，存于） - 公式サイト
- 小路幸也 (shojiyukiya)的X（前Twitter）
- 作家の読書道 第119回：小路幸也 （页面存档备份，存于） - WEB本の雑誌